# Eduard Azarjan
Eduard Azarjan (armeniska: Էդուարդ Ազարյան, ryska: Эдуард Альбертович Азарян: Eduard Albertovitj Azarjan), född den 11 april 1958 i Jerevan, (Armeniska SSR (nu Armenien), är en sovjetisk före detta gymnast.
Han tog OS-guld i lagmångkampen under de de olympiska gymnastiktävlingarna 1980 i Moskva.